# 石栗属
石栗属（学名：Aleurites）是大戟科下的一个属，为常绿大乔木植物。该属共有2种，分布于热带亚洲和太平洋群岛。
1866年,石栗属被合并到油桐属（Vernicia），1966年又重新拆分成油桐属和石栗属。

## 物种
本属包括以下物种：
- Aleurites japonicus Gand., 1913
- 石栗 Aleurites moluccanus (L.) Willd.
- Aleurites rockinghamensis (Baill.) P.I.Forst.